# Chersotis haematitedea
Chersotis haematitedea är en fjärilsart som beskrevs av Eugen Johann Christoph Esper 1794. Chersotis haematitedea ingår i släktet Chersotis och familjen nattflyn. Inga underarter finns listade i Catalogue of Life.